# Prix Cosmos 2000
Der Prix Cosmos 2000 war ein französischer Literaturpreis, der von 1982 bis 1996 für Werke aus dem Bereich der Science-Fiction verliehen wurde.
Es war ein jährlich von den Lesern der Buchhandlung Cosmos 2000 vergebener Preis, der auf die Initiative von Annick Béguin zurück, die auch die Liste Les 100 principaux titres de la science-fiction zusammengestellt und publiziert hatte.
Nach dem Tod der Initiatorin und der Schließung der Buchhandlung wurde der Preis nach 1996 nicht mehr vergeben.

## Liste der Preisträger
- 1982: Robert Silverberg für Shadrak dans la fournaise (Shadrach in the Furnace / Schadrach im Feuerofen)
- 1983: Michel Jeury für L'Orbe et la roue
- 1984: Alfred Angelo Attanasio für Radix
- 1985: Isaac Asimov für Les Robots de l'aube - 1 (The Robots of Dawn / Aurora oder der Aufbruch zu den Sternen)
- 1986: Frank Herbert für Les Hérétiques de Dune (Heretics of Dune / Die Ketzer des Wüstenplaneten)
- 1987: Bernard Simonay für Phénix
- 1988: Orson Scott Card für La Voix des morts (Speaker for the Dead / Sprecher für die Toten)
- 1989: L. Ron Hubbard für Mission Terre (Mission Earth)
- 1990: Clive Barker für Le Royaume des devins (Weaveworld / Gewebte Welt)
- 1991: David Eddings für La Belgariade (Belgariad)
- 1992: Dan Simmons für Hypérion (Hyperion)
- 1993: Norman Spinrad für Le Printemps russe (Russian Spring / Russischer Frühling)
- 1994: Orson Scott Card für Xénocide (Xenocide / Xenozid)
- 1995: Vernor Vinge für Un feu sur l'abîme (A Fire Upon the Deep / Ein Feuer auf der Tiefe)
- 1996: Pierre Bordage für La Citadelle Hyponéros